# 全連邦共産党ボリシェヴィキ
全連邦共産党ボリシェヴィキ（ロシア語: Всесоюзная Коммунистическая партия большевиков、ВКПБ、Vsesoyuznaya Kommunisticheskaya Partiya bol'shevikov、VKPb、All-Union Communist Party Bolsheviks）は、1991年11月8日にロシアおよび旧ソビエト連邦諸国での活動を目的として結成され、共産主義及びマルクス・レーニン主義志向の政党。ロシアではロシア内務省に対して、政治団体の届けは行っていない。ソビエト連邦共産党並びにロシア共和国共産党の解散後では初めての共産党である。
ある党員によると、全連邦共産党ボリシェヴィキはロシアで唯一の共産党とされる。また、同党ではこの党以外の者は修正主義者であり、共産主義者ではないと信じられている。そして党を「社会主義と共産主義の構築を主な任務とする志を同じくする共産主義者の自発的な同盟である、農民と働く知識人との同盟で行動する、労働者階級の先駆者」と定義している。
さらにこの党には、全連邦ボリシェヴィキ青年軍（VMGB）という青年組織がある。

## 概要
1991年11月8日結成。書記長（党首）は結成以来約29年間にわたりニーナ・アンドレーエワが2020年7月24日に死去するまで務め、以降は不明。アンドレーエワは1988年3月13日付けの「ソビエツカヤ・ロシア」紙にペレストロイカ反対の論文「原則は譲れない」（Не могу поступаться принципами）を発表した人物として知られる。
全連邦共産党ボリシェヴィキは、アンドレーエワに代表される旧ソ連共産党保守派、マルクス主義綱領派が母体であり、同じソ連共産党の系譜を引くロシア連邦共産党についても、修正主義者、改革主義者として批判し、大統領選挙においてもロシア連邦共産党のゲンナジー・ジュガーノフ委員長（党首）を支持しなかった。

## 機関紙

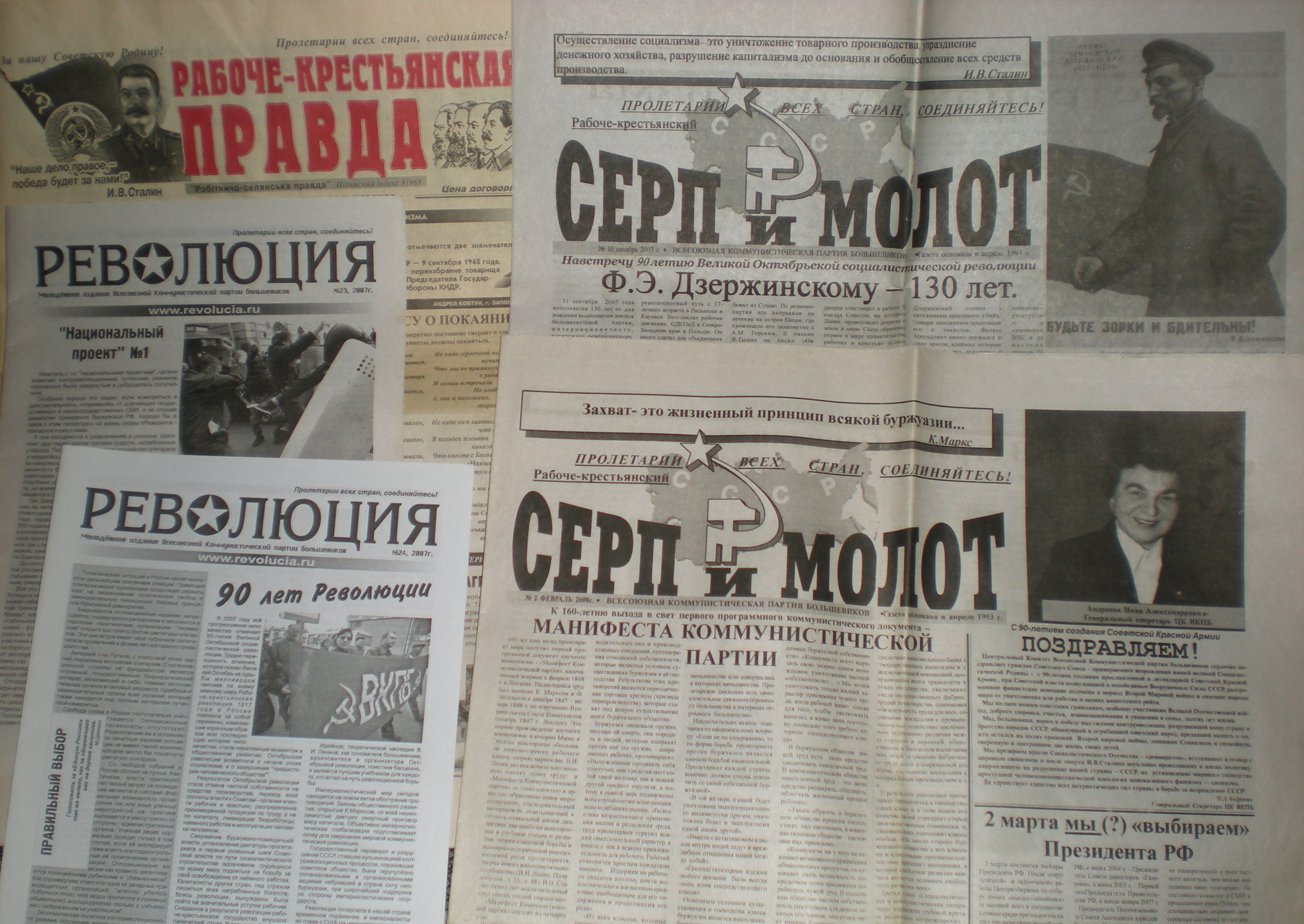
全連邦共産党ボリシェヴィキの発行する新聞

全連邦共産党ボリシェヴィキは、複数の新聞を発行している。その主なものは、以下の通りである。
- 『統一』（エジンストヴォ、Единство、Edinstvo）
- 『ボリシェヴィーク』（Большевик、Bolshevik）
- 『ボルシェヴィーク・カフカザ』（Большевик Кавказа、Bolshevik Kavkaza）
- 『ボリシェヴィーク・スタヴロポリヤ』（Большевик Ставрополья、Bolshevik Stavropol'ja）
- 『ボリシェヴィーク・オセチィ』（Большевик Осетии、Bolshevik Osetii）
- 『ヴペーレド』（Вперед、Vpered）
- 『鎌と槌』（Серп и Молот、Serp i Molot）
- 『スターリングラードの声』（ゴーラス・スターリングラーダ、Голос Сталинграда、Golos Stalingrada）
- 『労農プラウダ』（Рабоче-Крестьянская правда、Raboche-Krest'janskaja pravda）

党の青年組織には、全ロシア青年親衛ボリシェヴィキがある。